# Шмідт Євген Августович
Євген Августович Шмідт (1896, село Кулебаки Нижньогородської губернії, тепер Нижньогородської області, Російська Федерація — розстріляний 29 жовтня 1938, місто Сталіно, тепер Донецьк) — радянський діяч, голова Ворошиловської (Алчевської) міської ради, голова ЦК профспілки вугільників Донбасу, завідувач відділу Донецького обкому КП(б)У, член ВУЦВК. Кандидат у члени ЦК КП(б)У з січня 1934 по травень 1937 року.

## Біографія
Народився в родині робітника. З 1911 року працював учнем слюсаря на Луганському паровозобудівному заводі Гартмана.
Член РСДРП(б) з листопада 1917 року.
З серпня 1925 по жовтень 1927 року — секретар Алчевського районного партійного комітету.
У 1928—1930 роках — керуючий (директор) Ворошиловського (Алчевського) металургійного заводу.
У 1930—1933 роках — голова Ворошиловської (Алчевської) міської ради на Донбасі.
До 1934 року — голова ЦК профспілки вугільників Донбасу.
З 1934 року — завідувач відділу Донецького обласного комітету КП(б)У.
До квітня 1938 року — керуючий відділу «Шахтобуду» в місті Сталіно.
4 квітня 1938 року заарештований органами НКВС. Засуджений Воєнною колегією Верховного суду СРСР 29 жовтня 1938 року до страти, розстріляний того ж дня в Сталіно.
У 1956 році посмертно реабілітований.